# Norman Stone
Norman Stone (Glasgow, 1941. március 8. – Budapest, 2019. június 19.) skót történész, író, az ankarai Bilkent Egyetem Nemzetközi Kapcsolatok Karának professzora. Korábban az oxfordi egyetem professzora és a cambridge-i egyetem rendszeres előadója és Margaret Thatcher miniszterelnök tanácsadója volt.

## Tanulmányai
Norman Stone a Glasgow Academy diákja volt egy olyan ösztöndíjprogram keretében, melyet a háborúban elhunyt katonák gyermekei számára hoztak létre. Alapképzéses diplomáját történelemből kitüntetéssel szerezte meg a Gonville & Caius Főiskolán (ami a Cambridge-i Egyetem része) (1959–1962). Az egyetemet elvégezve – 1962–1965 között – a közép-európai történelmet kutatta Bécsben és Budapesten.

## Pályája

### Cambridge
Második diplomájának befejezése után kutatási ösztöndíjat ajánlottak neki a Gonville & Caius Főiskolán, ahol 1967-től tanársegéd, 1973-tól egyetemi oktató lett orosz-német történelem szakterületen. 1971-ben a Caius Főiskolát elhagyta, a Jesus College kötelékébe került, mint a történelem szak tanulmányi igazgatója.
1983-ban támadást indított a London Review of Books-on keresztül az 1982-ben elhunyt E. H. Carr ellen. Stone élesen bírálta Carr Szovjet-Oroszország története sorozatát.

### Oxford
1984-ben kinevezték az Oxfordi Egyetem Modern Történelem professzorává.

### Törökország
1997-ben Stone visszavonult az oxfordi egyetemről. Az ankarai Bilkent Egyetem Nemzetközi Kapcsolatok Karán folytatta pályafutását. Az isztambuli Koc Egyetemre szerződött tovább 2005-ben. A 2007-2008-as tanévben visszatér az ankarai Bilkent Egyetemre tanítani. Vendégelőadóként az isztambuli Bogazici Egyetemen is megfordult. Törökországi ideje alatt gyakori közreműködője volt a Cornucopia magazinnak.

### Magyarország
1962-tól magyar nyelvet tanult Debrecenben. 1964-ben Pozsonyban három hónap börtönre ítélték, mert egy ismerősét megpróbálta átcsempészni Ausztriába. A börtönben cellatársától jól megtanult magyarul. A nyolcvanas évek közepétől újra járt Magyarországra. Életének utolsó éveit Budapesten töltötte.

## Nézetei
Stone hivatalban töltött ideje Oxfordban nem volt incidens nélküli, főként a politikai nézetei miatt, melyeket erősen konzervatívnak tartottak. Rendszeres cikkírója volt a Sunday Times-nak 1987–1992 között. Kommentátorként segített több hírcsatornának, pl. a BBC-nek, a Frankfurter Allgemeine Zeitung-nak és a Wall Street Journal-nak. Ezzel egy időben ő lett Margaret Thatcher európai külpolitikai tanácsadója és beszédírója. A felesége a Brit Helsinki Emberi Jogi Csoport vezető tagja volt, amely egy konzervatív karakteres véleményformáló szervezet, amely nem áll kapcsolatban a Helsinki Watch-al. Arról is ismert volt, hogy nem fogadta el 1915-ös örmény mészárlásokat, mint "népirtást": például 2004-ben azt írta Ankarából a Times Literary Supplement-nek beszámolójában, hogy „egy örmény nacionalista azt állítja, hogy klasszikus értelemben vett "népirtás" zajlott le”. 2009-ben Pat Buchanan-nel és Nigel Knight-tal együtt amellett érvelt, hogy "Churchill inkább volt kockázat mintsem nyereség a szabad világ számára”.

## Írásai
Stone legnagyobb érdeklődésre számot tartó könyvei:
- The Eastern Front (A keleti front) 1914-1917 (1975), amelyik megnyerte a Wolfson History Díjat.
- Hitler (1980)
- Europe Transformed 1878-1919 (1983), ami megnyerte a Fontana History of Europe díjat.

### Magyarul
- The Times atlasz. Világtörténelem; szerk. Geoffrey Barraclough, Norman Stone; magyar kiad. szerk. Élesztős László et al.; Akadémiai, Bp., 1992
- Magyarország. Rövid történelmi vázlat; ford. Bánki Veronika; Pallas Athéné, Bp., 2021 ISBN 9786155884986
- Az első világháború rövid története; ford. Lukács Tibor; MCC Press, Bp., 2022

## Magyarországi szereplései
- Európa Nagy Háborúja és az új világrend születése című konferencián, 2013. november 11-én, rendezett Budapest Music Centerben – Borzalmas vég és végtelen borzalom című előadása https://www.youtube.com/watch?v=zDCOqbiuVuo
- Az első világháború: A kultúrák összecsapása című konferencián 2014. november 13. a Terror Háza Múzeumban